# Heinrich Boie
Heinrich Boie, född 4 maj 1794, död 4 september 1827, var en tysk zoolog. Han var bror till Friedrich Boie.
Boie studerade juridik vid universiteten i Kiel och Göttingen. Där blev han intresserad av naturhistoria genom föreläsningar av Johann Friedrich Blumenbach och Friedrich Tiedemann. Senare blev han utsedd till zoologen Coenraad Jacob Temmincks assistent vid Leiden. Boie kom som zoolog att beskriva en mängd taxa, exempelvis arterna stormsvala (Hydrobates pelagicus) 1822 och dammfladdermus (Myotis dasycneme) 1825. 1825 reste han även till Java tillsammans med Salomon Muller för att samla in specimen till museer.
Auktorsnamnet Boye kan användas för Heinrich Boie i samband med ett vetenskapligt namn inom zoologin; se Wikipedia-artiklar som länkar till auktorsnamnet.

## Eponym
Boie har förärats att ge namn åt en art av geckoödla Cnemaspis boiei som lever i Indien.